# Anaene spurca
Aclytia spurca là một loài bướm đêm thuộc phân họ Arctiinae, họ Erebidae.